# The Mills of the Gods (film 1914)
The Mills of the Gods è un cortometraggio muto del 1914 diretto da Jay Hunt. Il film fu prodotto da Thomas H. Ince che ne firmò anche il soggetto. Prodotto per la Domino Film Company, aveva come interpreti Margaret Thompson, Tom Chatterton, Jay Hunt, J. Barney Sherry.

## Trama
Il vecchio Spiegel lascia morire la moglie privandola delle cure necessarie per mera avarizia. Rimasta orfana di madre, la giovane Mildred viene assistita dai Vardel, i vicini di casa, che si offrono di tenerla con loro. Qualche tempo dopo, la famiglia si trasferisce in un altro villaggio, dove Vardel e suo figlio Conrad, innamorato di Mildred, gestiscono un mulino. Con Spiegel, invece, resta Cyril, il figlio maschio, un lazzarone sempre ubriaco e dedito al gioco d'azzardo. Quando Vardel scrive a Spiegel per chiedergli di poter continuare a tenere con loro Mildred, il vecchio si ricorda della figlia e decide di riprendersela. Così, insieme a Cyril, si reca dai Vardel, prospettando a Mildred una vita di lussi se tornerà a casa. La ragazza, però, rifiuta. Furioso, Spiegel va al mulino dove Vardel, senza accorgersene, lascia cadere a terra del denaro. Il vecchio avaro lo vede e lo nasconde e poi se ne va, pensando di ritornare quella notte a recuperarlo. Ma viene seguito da Cyril: ancora una volta in bolletta, il giovane, sapendo che il padre porta sempre con sé i propri soldi, vuole derubarlo. Spiegel reagisce e, lottando con Cyril, cade battendo la testa. Il figlio, convinto che sia morto, gli prende i soldi e lo butta nel bacino. La mattina seguente, arrivato al mulino per farlo partire, Vardel avvia la ruota ma si accorge del corpo in acqua: Spiegel è ancora vivo e, prima di morire, fa in tempo a cambiare il suo testamento e a lasciare tutti i suoi beni a Mildred.

## Produzione
Il film fu prodotto dalla Domino Film Company.

## Distribuzione
Distribuito dalla Mutual, il film - un cortometraggio in due bobine - uscì nelle sale statunitensi il 26 novembre 1914.